# 五十島駅
五十島駅（いがしまえき）は、新潟県東蒲原郡阿賀町五十島にある、東日本旅客鉄道（JR東日本）磐越西線の駅である。

## 歴史
当初計画ではこの区間に停車場は設けられない予定だったが、持倉鉱山の最寄駅として地元の強い請願があり、用地買収や民家移転費を地元が負担する形で設けられた。鉱山の最盛期である大正期には鉱山関連の貨物輸送が盛んに行われた。
- 1913年（大正2年）6月1日[1]：鉄道院信越線支線・馬下駅 - 津川駅間開業の際に開業[3]。
- 1914年（大正3年）11月1日：全線開業にともない、岩越線の駅となる[3]。
- 1917年（大正6年）10月10日：線名改称にともない、磐越西線の駅となる[5]。
- 1978年（昭和48年）12月1日：貨物の取り扱いを廃止[6]。
- 1983年（昭和58年）2月28日：荷物の扱いを廃止[6]。無人化[7]。
- 1987年（昭和62年）4月1日：国鉄分割民営化により、JR東日本の駅となる[6][8]。

## 駅構造
島式ホーム1面2線を有する地上駅である。ホーム上の待合室に自動券売機が設置されていたが、2018年（平成30年）ごろに撤去された。駅外とは跨線橋で連絡している。
新津駅管理の無人駅で、駅舎はなく、線路西側に風雨除けのついた跨線橋の出入口があるのみである。

### のりば
| 番線 | 路線      | 方向 | 行先               |
| ---- | --------- | ---- | ------------------ |
| 1    | ■磐越西線 | 下り | 新津・新潟方面     |
| 2    | ■磐越西線 | 上り | 津川・会津若松方面 |

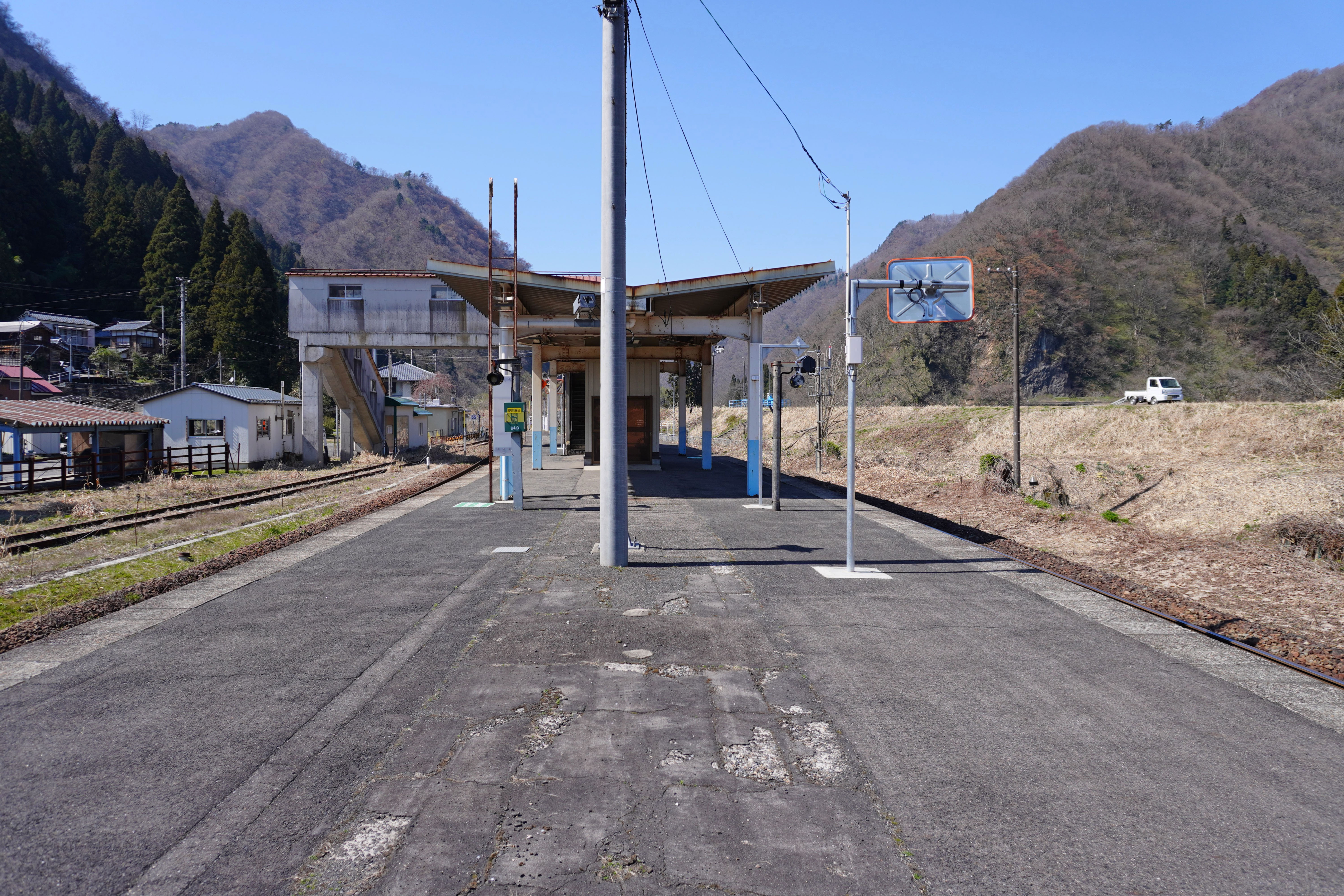
ホーム（2023年4月）

## 利用状況
1980年代初め頃の1日の乗降客数は約500人。

## 駅周辺
周辺は五十島集落の民家が並ぶ。東側を流れる阿賀野川の対岸（国道49号側）とは、新潟県道135号五十島停車場線の五十島橋（1979年開通）で連絡しているが、それ以前は県営渡船があった（詳細は五十島橋#歴史を参照）。
- 五十島郵便局
- 将軍スギ（国の天然記念物）
- 道の駅みかわ

## 隣の駅
東日本旅客鉄道（JR東日本）
■磐越西線
三川駅 - 五十島駅 - 東下条駅